# Bazzania japonica
Bazzania japonica là một loài rêu tản trong họ Lepidoziaceae. Loài này được (Sande Lac.) Lindb. miêu tả khoa học lần đầu tiên năm 1872.